# Ripaj Madanaj
Rrypaj en albanais et Ripaj Madanaj en serbe latin (en serbe cyrillique : Рипај Маданај) est une localité du Kosovo située dans la commune/municipalité de Gjakovë/Đakovica, district de Gjakovë/Đakovica (Kosovo) ou de Pejë/Peć (Serbie). Selon le recensement kosovar de 2011, elle compte 155 habitants, tous albanais.
En 2011, le village de Madanaj, qui était rattaché à Ripaj Madanaj, a été recensé en tant que localité à part entière ; il comptait 248 habitants, dont une majorité d'Albanais,.

## Démographie

### Évolution historique de la population dans la localité
| 1948 | 1953 | 1961 | 1971 | 1981 | 1991 | 2011 |
| ---- | ---- | ---- | ---- | ---- | ---- | ---- |
| 131  | 120  | 126  | 208  | 321  | 304  | 155  |

|  |